# San Estanislao (ort)
San Estanislao är en ort i Colombia.   Den ligger i departementet Bolívar, i den norra delen av landet, 700 km norr om huvudstaden Bogotá. San Estanislao ligger 16 meter över havet och antalet invånare är 12 596.
Terrängen runt San Estanislao är platt. Runt San Estanislao är det ganska tätbefolkat, med 100 invånare per kvadratkilometer. Närmaste större samhälle är Repelón, 10,7 km norr om San Estanislao. Omgivningarna runt San Estanislao är en mosaik av jordbruksmark och naturlig växtlighet.